# De mensen hiernaast
De mensen hiernaast is een verhalenbundel van de Vlaamse auteur Hugo Claus, voor het eerst verschenen in 1985.
De bundel bevat de volgende zeven korte verhalen:
- I don't care
- Martha, Martha
- Een gat in de dag
- In de schaduw van de kapotte boten
- Ongenade
- De overtocht
- De mensen hiernaast